# Christoph Wulf

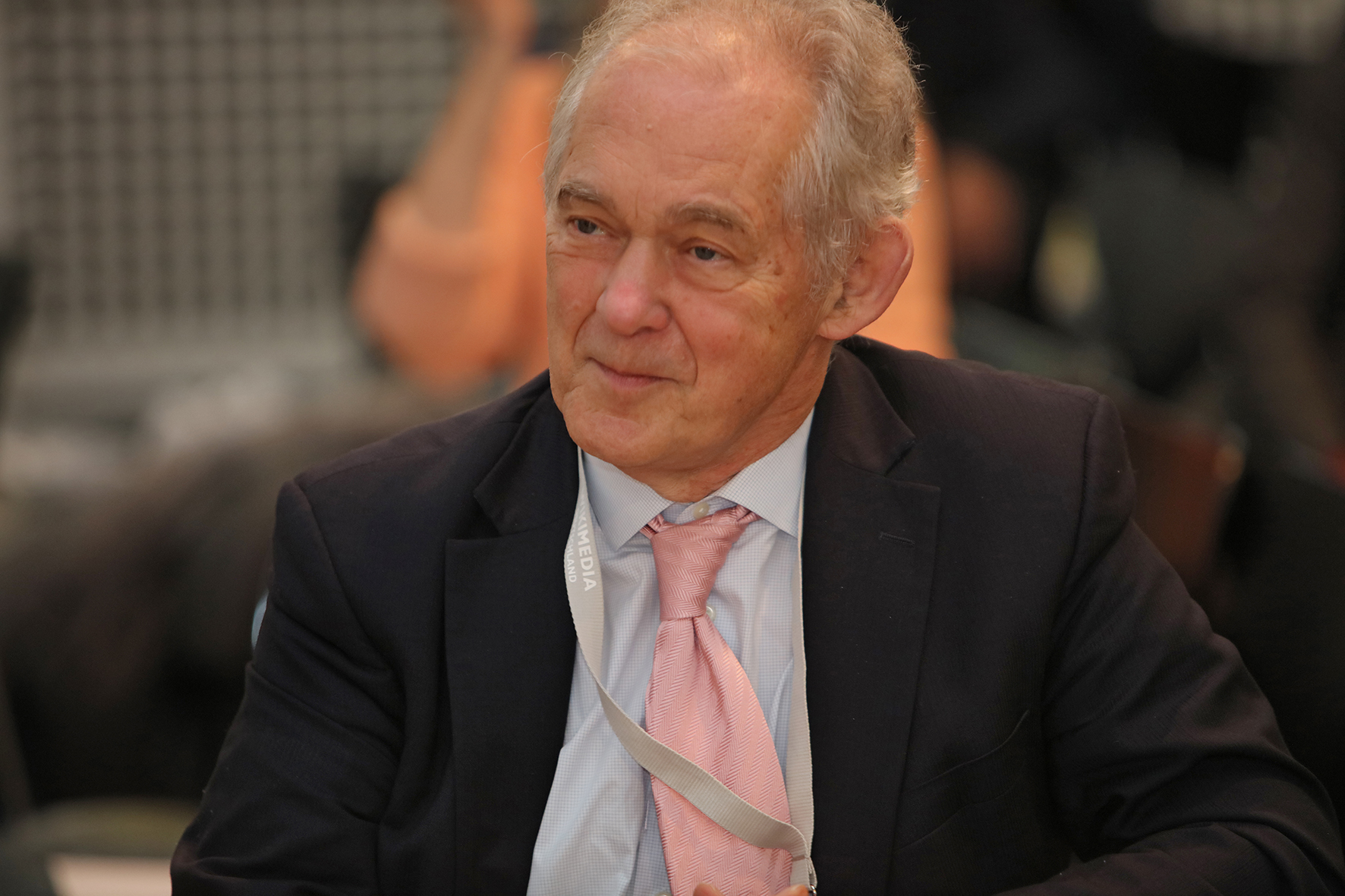
Christoph Wulf (2018)

Christoph Wulf (* 4. August 1944 in Berlin) ist ein deutscher Erziehungswissenschaftler und Professor für Anthropologie und Erziehung an der FU Berlin.

## Leben
Wulf verbrachte seine Kindheit in einem Pfarrhaus in Berlin-Britz. Nach dem Abitur auf dem Gymnasium Steglitz absolvierte er zunächst ein Studium der Geschichte, Erziehungswissenschaft, Philosophie und Literaturwissenschaft an der Freien Universität Berlin, das er 1968 mit dem Magister Artium abschloss. 1969 ging er mit einem Stipendium der Volkswagen-Stiftung nach Marburg, um bei Wolfgang Klafki zu promovieren. Nach einer Informationsreise durch die USA als Gast des US-Bildungsministeriums verbrachte er ein Jahr mit Recherchen für seine Dissertation an den Universitäten von Stanford, Los Angeles, Boulder und New York. In den Jahren 1970 bis 1975 war er wissenschaftlicher Mitarbeiter im Deutschen Institut für Internationale Pädagogische Forschung in Frankfurt. 1973 promovierte an der Philipps-Universität Marburg zum Dr. phil.; 1975 habilitierte er sich dort im Fach Erziehungswissenschaft. 1975 wurde er ordentlicher Professor für Erziehungswissenschaft an der Universität Siegen. Seit 1980 ist er Professor für Anthropologie und Erziehung am Fachbereich Erziehungswissenschaften und Psychologie der Freien Universität Berlin.
Ab 1972 war Wulf Gründungssekretär der Education Commission der International Peace Research Association. Später war er Mitbegründer der Kommissionen „Bildungsforschung mit der Dritten Welt“ und „Historische Anthropologie“ der Deutschen Gesellschaft für Erziehungswissenschaft. Weiterhin war er Mitglied der wissenschaftlichen Leitung des Funkkollegs „Beratung in der Erziehung“, Präsident des International Network „Educational Science Amsterdam“, Vorsitzender der „Gesellschaft für Historische Anthropologie“, Vorstandsmitglied der „Groupe d'études et de recherches sur les mondialisations“, des Deutschen Akademischen Austauschdienstes und der Deutschen Gesellschaft für Friedens- und Konfliktforschung, wissenschaftlicher Berater des Gesamtschulversuchs Nordrhein-Westfalen, des Institut nationale de recherche pédagogique und des Internationalen Forschungszentrums Kulturwissenschaften, sowie Vorsitzender des Fachausschusses „Bildung“ und der Experten-Kommission „Immaterielles Kulturelles Erbe“ der Deutschen UNESCO-Kommission. Die Universität Bukarest verlieh ihm für seine anthropologische Forschung den Titel „Professor Honoris Causa“.
Gastprofessuren hatte Wulf unter anderem an der Université de Paris (Nanterre, St. Denis, Denis Diderot), der Fondazione San Carlo in Modena, der European Peace University, der Universiteit van Amsterdam, der Stockholms universitet, der University of London, der Universität Tokio, und der Jawaharlal Nehru University, New Delhi, sowie in Kioto, Beijing und Kazan; Forschungsaufenthalte an der Stanford University.
Zusammen mit Dieter Lenzen gab Wulf im Auftrag der Arbeitsgemeinschaft Pädagogische Anthropologie der Deutschen Gesellschaft für Erziehungswissenschaft die Buchreihe Pädagogische Anthropologie heraus. Zu seinen Schülern gehört Michael Wimmer, Professor für Erziehungs- und bildungswissenschaftliche Grundlagenforschung an der Universität Hamburg. Wulfs Bücher wurden in 20 Sprachen übersetzt.

## Wirken
Wulf arbeitet an Fragen der Anthropologie, insbesondere der Pädagogischen Anthropologie. Arbeitsschwerpunkte liegen auf dem Gebiet der Mimesis- und Imaginationsforschung, der Performativitäts-, Gesten- und Ritualforschung sowie der ästhetischen und interkulturellen Erziehung. Dabei geht es ihm um das Wissen vom Menschen in einer globalisierten durch kulturelle Diversität charakterisierten Welt. Das Ziel seiner Forschungen liegt darin, mithilfe historischer und ethnographischer Methoden sowie philosophischer Reflexion einen Beitrag zum Selbstverständnis der Menschen in der heutigen Zeit zu leisten.

### Historische Anthropologie
Wulfs anthropologische Forschungen nehmen ihren Ausgangspunkt in der Einsicht, dass die Anthropologien, in deren Mittelpunkt der weiße westliche Mann stand, ihren universellen Anspruch verloren haben. Daher müssen wir heute von einer polyzentrischen prospektiven Anthropologie ausgehen. Im Mittelpunkt stehen nicht mehr nur europäische Menschenbilder und das westliche Denken. Andere Kulturen beanspruchen mit dem gleichen Recht, aus ihrer Perspektive Aussagen über den Menschen zu machen. Angesichts dieser Situation bedarf es einer historischen und kulturellen Relativierung und Differenzierung der Anthropologie, die allerdings extremen Relativismus und Beliebigkeit vermeiden muss. In der globalisierten Welt führt diese Situation zu wachsender Komplexität, die die Lebensbedingungen der Menschen zukünftig bestimmen wird.

#### Logik und Leidenschaft
Im Mittelpunkt der ersten Phase dieser anthropologischen Studien steht der menschliche Körper. Dies war das Ergebnis des ersten mit Dietmar Kamper veröffentlichten Buches „Die Wiederkehr des Körpers“, welches die spezifische historische Anthropologie der Berliner anthropologischen Forschungen begründete. In ihrem Rahmen entstanden zehn internationale, transdisziplinäre Studien, die später den Titel „Logik und Leidenschaft“ erhielten. Dieses Projekt umfasste mehr als 150 Wissenschaftler und Philosophen aus 20 Disziplinen und mehr als 10 Ländern. Diese Forschungen unterscheiden sich von der historischen Anthropologie in den Geschichtswissenschaften dadurch, dass sie stärker darauf ausgerichtet sind, einen Beitrag zum Verständnis unserer Zeit, d. h. zur Gegenwartsdiagnose zu liefern. Nach dem Ende normativer Anthropologien mit ihrer Dominanz der europäisch-westlichen Wissenschaft, Philosophie und Kultur galt es, Formen anthropologischen Denkens und Forschens zu entwickeln, die den veränderten Lebens- und Entwicklungsbedingungen in der globalisierten Welt gerecht werden. Mithilfe transdisziplinärer und transkultureller Forschungen entstand eine historische Anthropologie, in der der menschliche Körper, seine Sinne und kulturellen Praktiken in europäischer Ausprägung von zentraler Bedeutung sind, ebenso wie die doppelte Historizität, also die Geschichtlichkeit der Forschenden und der untersuchten Phänomene. Die Rätselhaftigkeit des menschlichen Körpers führte dazu, den Menschen als homo absconditus (Plessner) zu begreifen, also als Wesen, das sich selbst nur partiell zugänglich und verständlich ist. Neben der Wiederentdeckung des Körpers und der Sinne widmete sich diese Forschung der Geschichte der Seele und der Unergründbarkeit des Heiligen, der Rätselhaftigkeit der Liebe und des Schönen, und dem Geheimnis der Zeit und des Schweigens.

#### Der Mensch und seine Kultur
Dieses Buch rekonstruiert und untersucht hundert Beziehungen des Menschen zur Welt und stellt somit ein Handbuch Historischer Anthropologie dar. Die angestrebte historische, kulturelle und gesellschaftliche Verortung und Zeitdiagnose erfolgte im Bewusstsein der doppelten Geschichtlichkeit und Kulturalität und der damit verbundenen Kontingenzen. Obgleich die intensive interdisziplinäre Kooperation nichts am unvermeidbaren fragmentarischen Charakter dieser Untersuchungen ändern konnte, schaffte sie die Grundlage für die Fortsetzung der Untersuchung der gesellschaftlichen Vielfalt und die Verbesserung des historischen Selbstverständnisses und der kulturellen Selbstauslegung. Die anthropologische Untersuchung der in Geschichte und Kultur verankerten Welt- und Selbstverhältnisse der Menschen führt zu Erkenntnissen, die ein neues (reflexives) Verständnis vieler alltäglicher Funktionszusammenhänge bewirken können. Solche Erfahrungen führen zu skeptischen Rückfragen an die Geschichte als Fortschritts- und Aneignungsgeschichte, an die Logik des identifizierenden Begriffs, die Reichweite der Hermeneutik und an das selbst- und weltkonstitutive Subjekt. Solche Skepsis führt zum Bewusstsein der historischen und kulturellen Relativität anthropologischer Erkenntnis. Im Unterschied zu früheren Auffassungen wird jedoch in der bewusst akzeptierten Vorläufigkeit anthropologischen Wissens kein Mangel, sondern ein Gewinn gesehen. Die Qualität dieses Wissens ist Folge der prinzipiellen Unbestimmbarkeit des Menschen, aus der jedoch auch die Offenheit für den Anderen und für das andere Wissen resultiert, die dazu anregt, nach Wegen zu suchen, die Komplexität anthropologischen Wissens zu erhöhen.

#### Anthropologie: Geschichte, Kultur, Philosophie
Auf der Grundlage einer Analyse zentraler Paradigmata der Anthropologie hat Wulf hier das Konzept einer historischen Anthropologie zu einer historisch-kulturellen Anthropologie weiterentwickelt. Diese entsteht im Austausch mit den Paradigmata der Evolution/Hominisation, der Philosophischen Anthropologie, der Anthropologie in den Geschichtswissenschaften (historischen Anthropologie) und der Kulturanthropologie/Ethnologie. Heute gilt es, Anthropologie als eine transkulturelle und transdisziplinäre Forschung zu entwickeln, bei der es um die Verschränkung allgemeiner und partikularer, globaler und lokaler, diachroner und synchroner Perspektiven mit dem Ziel geht, die unitas multiplex des Menschen zu erforschen. Angesichts dieses Anspruchs wird statt eines engen Begriffs ein dynamischer, veränderungsoffener Begriff von Anthropologie vorgeschlagen. Mit diesem Anthropologie-Konzept entstehen epistemologische Bedingungen, die auf die Anforderungen anthropologischer Forschung in einer globalisierten Welt des Anthropozäns antworten. Dieses Anthropologie-Konzept hat keinen systematischen, sondern eher einen heuristischen Charakter und kann je nach Kontext spezifiziert und modifiziert werden. Sein heuristischer Wert besteht vor allem darin, dass die Forschungen inhaltlich und methodisch multidimensional werden und damit besser den sich ändernden Bedingungen der Welt entsprechen können.

### Die Berliner Ritual- und Gestenstudie

#### Die Wiederkehr der Rituale
Nachdem Wulf viele Jahre lang in seinen anthropologischen Forschungen die diachrone Perspektive verfolgt hatte, wendete er sich seit dem Anfang des 21. Jahrhunderts verstärkt synchronen anthropologischen Studien zu. Damit gewann die ethnographische Erforschung der Gegenwart an Bedeutung; es erfolgte eine Ausweitung der historischen zur historisch-kulturellen Anthropologie. Im Mittelpunkt dieser Arbeiten stand die Untersuchung von Ritualen und Gesten in den vier zentralen Sozialisationsbereichen: Familie, Schule, Peergroup und Medien. Im Rahmen des Sonderforschungsbereichs „Kulturen des Performativen“ wurden zwölf Jahre lang Rituale in Erziehung, Bildung und Sozialisation erforscht. Dabei galt es, die historisch zu Recht entstandene kritische Einstellung gegenüber Ritualen durch den Nachweis ihrer produktiven Effekte und positiven Wirkungen zu ergänzen. In dieser Studie, in der eine Berliner Grundschule und ihr Umfeld erforscht wurden, gelang es nachzuweisen, wie wichtig Rituale für die Schaffung des Sozialen, die Erzeugung von Gemeinschaften und für Lernen und Bildung sind.
Bereits Durkheim konnte deutlich machen, dass Rituale dazu dienen, die Sakralität einer Gemeinschaft zu erzeugen und durch ihre Aufführung die Kohäsion der Gemeinschaft zu fördern. Die Bedeutung der Performativität von Ritualen ist heute in der internationalen Ritualforschung allgemein akzeptiert. Neben der gemeinschaftsbildenden Funktion dienen Rituale auch dazu, Übergänge zu schaffen. Die mehrfach untersuchte Einschulung von Kindern in die Grundschule ist ein Beispiel für einen solchen Übergang.
Rituale sind körperlich, performativ, expressiv, symbolisch und regeleffizient. Sie lassen sich nicht auf ihre Funktionalität reduzieren. Sie sind auch Ausdruck von Emotionen und Beziehungen und haben eine ästhetische Seite. Ein weiteres wichtiges Element in Ritualen ist ihr repetitiver Charakter. Sie sind homogenisierend und schaffen eine Gemeinschaft; sie sind liminal, das heißt, sie gestalten Übergänge, etwa vom Status eines Kindes zum Status eines Schulkindes. Rituale sind öffentlich, sie haben spielerische Elemente, durch die ihre Inszenierung und Aufführung variiert wird. Mithilfe von Ritualen werden die Werte, Normen und Strukturen einer Schule in die Körper der Kinder eingeschrieben, so dass die Kinder allmählich zu Schulkindern werden. Dabei bestimmen die Kinder, wie und bis zu welchen Grad sich diese Prozesse vollziehen. In diesen Prozessen lernen Kinder bestimmte schulisch wichtige Verhaltensweisen und werden befähigt, die Aufmerksamkeit der Lehrerin mit anderen Kindern zu teilen, still zu sitzen, sich zu konzentrieren. Schulische Rituale vermitteln ein kollektiv geteiltes Wissen davon, wie eine Schule funktioniert. Sie verweisen auf Handlungspraktiken, die inszeniert und aufgeführt werden und in denen sich Kinder und Lehrer darstellen und im Rahmen einer gemeinschaftlichen Ordnung interpretieren.
Bei der Erforschung des Performativen von Ritualen sind wenigstens drei Aspekte wichtig. Der eine verweist darauf, dass die Performativität von Ritualen historisch und kulturell bedingt ist. Neben dieser Perspektive, Rituale als kulturelle Aufführungen zu begreifen, spielt der performative Charakter der Sprache eine wichtige Rolle. Dieser bedeutet, dass sprachliche Äußerungen im Kontext von Ritualen häufig einen Handlungscharakter haben. Dass Kinder schon sehr früh als Junge oder Mädchen angesprochen werden, ist dafür ein Beispiel. Diese Ansprache führt im Laufe der Zeit zur Herausbildung eines Gender-Charakters. Der dritte Aspekt des Performativen besteht in seiner ästhetischen Dimension. Diese macht deutlich, dass man Rituale nicht nur unter der Perspektive ihrer Funktion analysieren sollte, sondern dass es wichtig ist, wie Menschen etwas ausdrücken und wie sie sich dabei inszenieren. Dieses „Wie“ ist in der Performanz von Ritualen ein entscheidendes Element für die Akzeptanz des Rituals. In künstlerischen Performances spielt diese ästhetische Dimension sogar die entscheidende Rolle für die Beurteilung von deren Qualität.
Zusammenfassend: Rituale erzeugen das Soziale; sie schaffen Ordnungen und ermöglichen Identifikation. Rituale schaffen Übergänge und erzeugen Erinnerungen; sie haben eine magische Komponente und eignen sich zur Differenzbearbeitung; sie fördern mimetische Lernprozesse und mit ihrer Hilfe die Entwicklung praktischen Wissens und tragen wesentlich zur Entwicklung sozial kompetenter Individuen bei.

#### Die Bedeutung der Geste
Die Berliner Ritual- und Gestenstudie konnte vielfältig rekonstruieren, wie die Initiierung und Steuerung sozialer und pädagogischer Prozesse durch Gesten erfolgt. Mit Gesten werden Anerkennung, Abgrenzung und Distanzierung ausgedrückt. Gesten dienen zur Strukturierung von Lernprozessen und pädagogischen Handlungen. Forschungsleitend sind dabei folgende Fragen: „Wie werden Gesten in welchem Kontext eingesetzt?“ „Wie wirkt die Performativität der Gesten auf Menschen?“ „Inwieweit haben Gesten eine eigene lautsprachenunabhängige Logik?“ „Worin besteht die produktive Funktion von Gesten?“ Man wird Gesten nicht gerecht, wenn man sie nur aus linguistischer Perspektive betrachtet. In der die Performativität fokussierenden Berliner Gestenstudie wurde vor allem das Wie der Inszenierung und Aufführung von Gesten untersucht. Besonders wichtig ist in Erziehung und Bildung die Geste des Zeigens. Im Verhältnis der Generationen ist sie von grundlegender Bedeutung: Die Älteren zeigen den Jüngeren die Welt. Von der Zeigegeste lassen sich die Schlaggeste, die ikonische und die metaphorische Geste unterscheiden. Diese Forschungen fokussieren vier Aspekte der Geste besonders: Gesten als Bewegungen des Körpers, Gesten als Ausdruck und Darstellung, Gesten als Formen von Erziehung und Bildung, und Gesten als Formen der Sinngebung.
Hier knüpft die Frage an, ob und inwieweit Gesten einen über ihre Intentionalität hinausgehenden Gehalt haben, der sich nur im mimetischen Nachvollzug erfahren lässt. In der Berliner Ritual- und Gestenstudie konnte gezeigt werden, vor allem bei den unspezifischen Schlaggesten, dass sich diesen Gesten keine eindeutigen Bedeutungen zuordnen lassen. Anders ist es bei den ikonischen Gesten, die durch ihren Bildcharakter gekennzeichnet sind, etwa die Geste des Zusammenfaltens der Hände im christlichen Gebet oder das Zusammenlegen der Hände und das Zur-Seite-Neigen des Kopfes als Geste der Müdigkeit und des Schlafens. Mit anderen Gesten werden Größen angegeben, etwa die Größe eines Kindes oder eines Gegenstandes. Bei diesen Gesten steht das bildliche Element im Zentrum. Viele dieser Gesten haben eine über die Grenzen einzelner Kulturen hinausreichende Verständlichkeit. Wegen ihres bildlichen Charakters wird z. B. die Geste des Schlafens in fast allen Kulturen verstanden. Schwieriger ist es mit den metaphorischen Gesten, den kulturellen Gesten, die man nur versteht, wenn man mit einer Kultur vertraut ist.
Gesten sind Ausdruck und Darstellung. In ihnen kommen eine körperliche Konfiguration, eine innere Intention und ein vermitteltes Verhältnis zur Welt zum Ausdruck. Gesten haben eine körperliche Seite, die von außen gesehen wird und in einem mimetischen Impuls nachvollzogen werden kann. Diese körperliche Manifestation ist auch Ausdruck einer inneren Situation, die von innen empfunden und von außen gesehen werden kann. In dieser Spannung kommt die für Gesten charakteristische Vermittlung zwischen Innen und Außen zum Ausdruck.

### Mimesis, Imagination und Emotion

#### Kulturelles Lernen als mimetisches Lernen
In einer Studie über mimetische Prozesse in Kultur, Kunst, Gesellschaft ging es um die Rekonstruktion mimetischer Phänomene, von ihrer Konzeptualisierung in der Antike über das Mittelalter und die Renaissance bis in die Gegenwart. Im Sinne der Familienähnlichkeit (Wittgenstein) wurde untersucht, was zu verschiedenen Zeiten und in unterschiedlichen Kontexten unter Mimesis und mimetischen Prozessen verstanden wurde. Besonders Interesse galt der Rekonstruktion und Analyse des Mimesis-Konzepts Walter Benjamins, Theodor Adornos und Jacques Derridas, aber auch bei Platon und Aristoteles.
In Adornos Ästhetische Theorie zielen mimetische Prozesse beispielsweise auf eine Anähnlichung an das Kunstwerk ab, sie lassen das Kunstwerk als solches bestehen und geben den sich mimetisch verhaltenden Menschen die Möglichkeit, die Formen des Kunstwerks in ihr Imaginäres aufzunehmen. Bei der mimetischen Aneignung von Kunstwerken erfolgt eine Anähnlichung an ein Außen und eine Übernahme des Außen in die Welt des Imaginären. Dieser Prozess vollzieht sich auch in der anderen Richtung. Mentale Bilder werden in einem mimetischen Prozess nach außen gebracht und vergegenständlicht. Dies geschieht auch bei Texten und Handlungsentwürfen. Der mimetische Prozess ist ein Brückenprozess, der einerseits Außenwelt in Innenwelt verwandelt und andererseits Innenwelt in Außenwelt überführt. In mimetischen Prozessen wird man nicht wie der Andere, doch braucht man den Anderen, um sich in der Relation zu ihm entwickeln zu können. Im Verhältnis zwischen Kindern und Eltern spielen diese Prozesse eine zentrale Rolle. Weil Kinder erwachsen werden wollen, müssen sie zunächst wie ihre Eltern werden.
Mimetische Prozesse zielen nicht einfach darauf, eine Kopie herzustellen. Mimetische handelnde Menschen beziehen sich auf ein Außen, assimilieren dieses und werden diesem ähnlich. Wenn sich Kinder z. B. mimetisch auf eine beliebte Lehrerin beziehen, dann werden sie nicht wie ihr Vorbild. Doch sie brauchen dieses Vorbild, um bestimmte Züge entwickeln zu können und sich so hervorzubringen, wie sie gerne werden möchten. Diese Erkenntnisse über die zentrale Rolle mimetischen Lernens werden heute auch durch die Forschungen von Michael Tomasello unterstützt, die zeigen, dass Kinder mit acht Monaten bereits in der Lage sind, in mimetischen Prozessen die Intentionen der Erwachsenen zu begreifen, bevor diese sich manifestieren. Nicht-menschliche Primaten sind dazu nie in der Lage. Auch die neurowissenschaftlichen Forschungen über das Spiegelneuronen-System verdeutlichen die Bedeutung mimetischer Prozesse. Diese Forschungen zeigen, dass menschliche Handlungen mit neuronalen Prozessen einhergehen, die denen ähneln, die sich bei den Zuschauern dieser Handlungen vollziehen. So haben viele unterschiedliche methodische Zugänge gezeigt, dass sich kulturelles Lernen weitgehend mimetisch vollzieht.

#### Imagination
Wulfs Forschungen zeigen: Mimetische Prozesse werden durch Imagination ermöglicht. Die Imagination ist eine conditio humana. Ohne sie kann der Mensch weder phylogenetisch noch ontogenetisch zum Menschen werden. In einem Rückgriff auf die griechische Antike lässt sich Imagination bzw. Fantasie als die Kraft beschreiben, die die Welt den Menschen zur Erscheinung bringt. Die Imagination ist die Energie, die die Menschen mit der Welt und die Welt mit den Menschen verbindet. Sie ist chiastisch und entfaltet ihre Bedeutung in dieser Funktion. Im römischen Denken wird die Fantasie zur Imagination. Dieser Begriff bringt ein weiteres Merkmal der Imagination zum Ausdruck: die Verwandlung der Außenwelt in Bilder und ihre Transformierung in eine „mentale“ Bilderwelt. In die deutsche Sprache wird Imagination von Paracelsus mit dem Wort „Einbildungskraft“ übersetzt, d. h. als Energie, die die Welt in den Menschen einbildet und dadurch seine Vorstellungen „welthaltig“ macht. Ohne diese Möglichkeit gäbe es keine menschliche Kulturwelt, kein Imaginäres, keine Sprache, keine Erinnerungen und keine Projektionen von Zukünftigem. Die Imagination ist die Fähigkeit, sich einen Gegenstand auch ohne dessen Gegenwart im Imaginären vorzustellen. Die Diskussion über Imagination hat deutlich gemacht, dass jene mehr als die Fähigkeit ist, Abwesendes in die Gegenwart zu bringen und sich die Welt einzubilden. Nicht weniger wichtig ist die Möglichkeit der Imagination, vorhandene Ordnungen umzustrukturieren und Neues durch Kreativität zu erzeugen. Unbeantwortet ist nach wie vor die Frage, inwieweit die Imagination bei der Erzeugung ihrer Werke an die Voraussetzungen der Natur bzw. der Kultur gebunden ist. Selbst wenn man davon ausgeht, dass sich Künstler wie die natura naturans, also wie die Schöpfungskraft der Natur verhalten, ist damit noch nicht geklärt, wie Originalität, Kreativität und Neuheit entstehen. Die Kreativität der Imagination basiert auf dem Akt der inventio, der zwischen actio und passio oszilliert und der in das Subjekt verlagert wird.
Die Imagination zeigt sich nicht nur in Bildern, wie es die Etymologie des Begriffes nahelegt. Sie ist nicht weniger wichtig für die Wahrnehmung und die Produktion von Tönen und Klängen. Auch die Nahsinne Geruch, Geschmack und Tasten und der Bewegungssinn sind auf die Imagination angewiesen. Entsprechendes gilt für die Synästhesie und den sensus communis.

#### Emotionen
Im Zusammenhang mit dem Exzellenzcluster „Languages of Emotion“ wandte sich Wulf verstärkt der Erforschung des historischen und kulturellen Charakters von Emotionen zu. So entstanden explorative Untersuchungen zu folgenden Themen: Emotion und Gedächtnis, Emotionen und Imagination, das Glück der Familie in Deutschland und Japan, Emotionen in der muslimischen Welt, Anerkennung und Wertschätzung in der Schule, Emotionen als Bewegung, Emotionen in Ritualen, Emotion und Imagination, sowie die Bildung der Gefühle. In diesem Zusammenhang sind weitere Untersuchungen in Arbeit, z. B. über Emotionen im Zusammenhang mit Weisheit. Einen weiteren Schwerpunkt der Forschungen im Bereich kultureller Diversität bildet das vom DAAD finanzierte Projekt „Passage to India - Passage to Europe“.

### Anthropozän
Davon ausgehend, dass Natur und Kultur das gemeinsame Erbe des Menschen bilden, untersucht Wulf, welche Bedeutung der Begriff des Anthropozäns für das menschliche Welt- und Selbstverständnis hat. Es werden die ungewollten Wirkungen der Industrialisierung und Modernisierung untersucht. Dazu gehören der Klimawandel, die Zerstörung der Biodiversität, die gestörten biogeochemischen Kreisläufe, die Versauerung der Ozeane und die Verschmutzung des Planeten mit der Gefahr der Zerstörung der Lebensgrundlagen der Menschen, Tiere und Pflanzen. Untersucht wird hierbei auch die Rolle der Maschinen, insbesondere ihre Entwicklung von der Dampfmaschine über die Prothetik zur Robotik. Wichtig sind dabei die digitale Kultur und die Künstlichen Intelligenz sowie die Frage, wie sich diese Entwicklungen für die nachhaltige Entwicklung nutzen lassen. Auch spielt die Entwicklung der Gentechnologie mit der Erfindung und Nutzung der CRISPR-Technologie und den möglichen Eingriffen in die Evolution eine wichtige Rolle, in der sich eine Zuspitzung der Dynamik des Anthropozäns sehen lässt. Untersucht wird dabei die Frage, inwieweit hier eine Gefährdung der Zukunft des Menschen entsteht und wie diese sich vermeiden oder kompensieren lässt. Hier ergeben sich anthropologische Fragen, die für ein historisch und kulturell reflexives Verständnis des Menschen und seiner Rolle auf dem Planeten von zentraler Bedeutung sind.

## Mitgliedschaften
- Gesellschaft für Historische Anthropologie (Stellvertretender Vorsitzender)
- Kommission Pädagogische Anthropologie der Deutschen Gesellschaft für Erziehungswissenschaft (Initiator und Vorsitzender 1993–1999)
- Deutsche UNESCO-Kommission (Vizepräsident); Mitglied des Fachausschusses Bildung
- Mitglied des Nationalkomitees „Bildung für nachhaltige Entwicklung“
- Kuratoriumsmitglied des DAAD.

## Herausgeberschaft
- ZfE. Zeitschrift für Erziehungswissenschaft, seit 1998
- Reihe Historische Anthropologie, seit 1988
- Reihe European Studies in Education, seit 1995
- Reihe Pädagogische Anthropologie, seit 1996
- Reihe Berliner Arbeiten zur Erziehungs- und Kulturwissenschaft, seit 2000
- Geschäftsführender Herausgeber von Paragrana – Internationale Zeitschrift für Historische Anthropologie, seit 1992

## Schriften (Auswahl)
- Die Studienordnung in den New Social Studies: Entwicklungstendenzen und gegenwärtiger Stand, Marburg 1973, DNB 369374258 (Dissertation, Universität Marburg, Fachbereich Gesellschaftswiss 1973, als Buch unter dem Titel: Das politisch-sozialwissenschaftliche Curriculum: eine Analyse der Curriculumentwicklung in den USA (= Erziehung in Wissenschaft und Praxis, Band 22), Piper, München 1973, ISBN 3-492-02035-6, 312 Seiten).
- Theorien und Konzepte der Erziehungswissenschaft (=Juventa-Paperback), Juventa Verlag, München 1977, ISBN 3-7799-0539-6 (Zugleich Habilitation Universität Marburg 1975 unter dem Titel: Erziehungswissenschaft zwischen Hermeneutik, Empirie und Kritik); 6. Auflage 1992.
- Vom Menschen. Handbuch Historische Anthropologie, Verlagsgruppe Beltz, Weinheim 1997, ISBN 3-407-83136-6 (2. Auflage Der Mensch und seine Kultur …, Anaconda, Köln 2010; japanische Übersetzung 2005)
- Einführung in die Anthropologie der Erziehung. Beltz, Weinheim / Basel 2001, ISBN 3-407-25233-1; englische Ausgabe 2002; spanische Ausgabe 2004
- Zur Genese des Sozialen. Mimesis, Performativität, Ritual, Transcript, Bielefeld 2005, ISBN 3-89942-415-8
- Anthropologie kultureller Vielfalt. Interkulturelle Bildung in Zeiten der Globalisierung, Transcript, Bielefeld 2006
- Lernkulturen im Umbruch. Rituelle Praktiken in Schule, Medien, Familie und Jugend, VS Verlag, Wiesbaden 2007, ISBN 978-3-531-15175-5
- Anthropologie. Philosophie, Geschichte, Kultur. Rowohlt, Reinbek bei Hamburg 2004, ISBN 3-499-55664-2; Anaconda Verlag, Köln 2009, ISBN 978-3-86647-403-1
- Anthropology. A continental perspective, Chicago: Chicago University Press, 2013.
- Das Rätsel des Humanen. Einführung in die historische Anthropologie, Wilhelm Fink Verlag, München 2013, ISBN 978-3-7705-4718-0
- Die Bilder des Menschen. Imaginäre und performative Grundlagen der Kultur, transcript, Bielefeld 2014, ISBN 978-3-8376-2949-1